# Schalldruckpegel
| Schallgrößen |
| --- |
| - Schallauslenkung {\displaystyle \xi } - Schalldruck {\displaystyle p} - Schalldruckpegel {\displaystyle L_{p}} - Schallenergiedichte {\displaystyle E} - Schallenergie {\displaystyle W} - Schallfluss {\displaystyle q} - Schallgeschwindigkeit {\displaystyle c_{\text{S}}} - Schallimpedanz {\displaystyle Z} - Schallintensität {\displaystyle I} - Schallleistung {\displaystyle P_{\text{ak}}} - Schallschnelle {\displaystyle v} - Schallschnelleamplitude {\displaystyle v} - Schallstrahlungsdruck |

Der Schalldruckpegel (englisch Sound Pressure Level und oft mit SPL abgekürzt) ist der dekadische Logarithmus des quadratischen Verhältnisses zwischen dem Effektivwert des gemessenen Schalldrucks und seinem in der Akustik gebräuchlichen Bezugswert von 20 µPa. Der Schalldruckpegel ist ein Maß für die Schallleistung, die dem Quadrat des Schalldruckes proportional ist.
Er gehört zu den Schallfeldgrößen. Häufig wird der Schalldruckpegel, obwohl dann physikalisch nicht eindeutig, auch einfach Schallpegel genannt.

## Definition
Der Schalldruckpegel Lp (Formelzeichen L von engl. level ‚Pegel‘; mit Index p von engl. pressure ‚Druck‘) beschreibt das logarithmierte Verhältnis des quadrierten Effektivwertes des Schalldrucks (Formelzeichen {\displaystyle {\tilde {p}}} mit der Einheit Pa für Pascal) eines Schallereignisses zum Quadrat des Bezugswerts p0. Das Ergebnis wird mit der Hilfsmaßeinheit Dezibel gekennzeichnet.
{\displaystyle L_{\mathrm {p} }=10\,\log _{10}\left({\frac {{\tilde {p}}^{2}}{{p_{0}}^{2}}}\right)\,\mathrm {dB} =20\,\log _{10}\left({\frac {\tilde {p}}{p_{0}}}\right)\,\mathrm {dB} }.

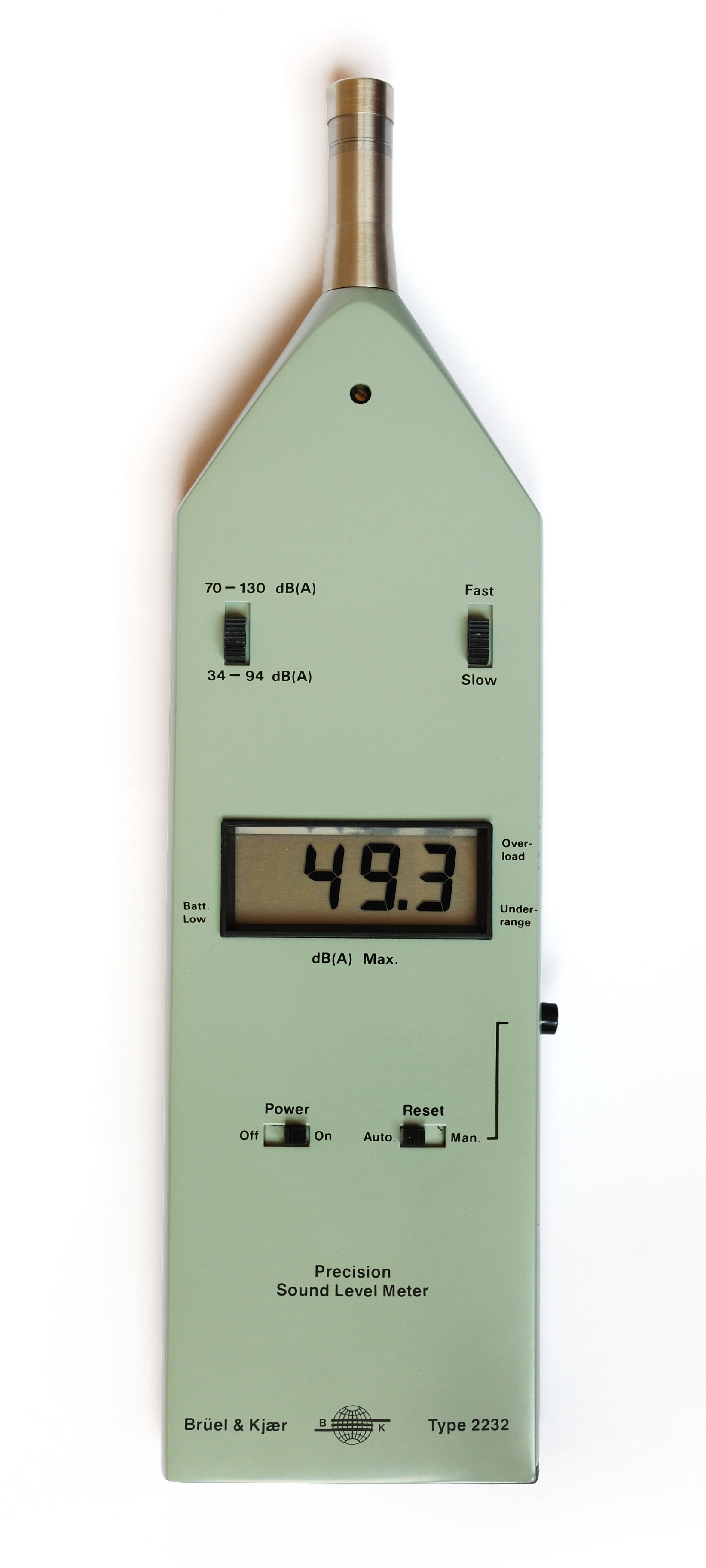
Älteres Schalldruckpegelmessgerät mit numerischer Anzeige; vorn das Messmikrofon

Der Bezugswert für Luftschall wurde Anfang des 20. Jahrhunderts auf p0 = 20 μPa = 2·10−5 Pa festgelegt.  Dieser Schalldruck wurde für die Hörschwelle des menschlichen Gehörs bei der Frequenz 1 kHz gehalten. Zwar stellte sich später heraus, dass dieser Wert für 1 kHz etwas zu niedrig angesetzt war, als Referenzwert {\displaystyle p_{0}} wurde er aber beibehalten. Für die Angabe eines Schalldruckpegels in Wasser und anderen Medien ist ein Bezugswert von 1 μPa festgelegt.
Als Pegelgröße kann der Schalldruckpegel sowohl positive (Schalldruck ist größer als Bezugswert) als auch negative (Schalldruck ist kleiner als Bezugswert) Werte annehmen. Negative Werte kommen jedoch in der Praxis äußerst selten vor.

## Messung
Der Schalldruckpegel wird mit Mikrofonen gemessen. Der messbare Pegelbereich beginnt nicht wesentlich unter 0 dB und endet bei einer Größenordnung von ca. 150 bis 160 dB.
Die Obergrenze liegt darin begründet, dass die Gesetze der linearen Akustik nur anwendbar sind, wenn die Luftdruckschwankungen deutlich kleiner sind als der Atmosphärendruck. Die durch die Druckschwankungen der Luft erzeugten adiabatischen Zustandsänderungen und somit die Beziehungen zwischen den Schallfeldgrößen verhalten sich nur dann linear.
Genau genommen wird durch das Mikrofon nicht der Schalldruckpegel gemessen, sondern der Effektivwert des Schalldrucks. Aus diesem wird dann der Schalldruckpegel in dB berechnet. Schallpegelmessgeräte übernehmen diese Umrechnung automatisch und zeigen den Pegel auf ihrem Display an.
Die Richtcharakteristik von Messmikrofonen zur Schalldruckbestimmung ist im Allgemeinen kugelförmig. Für so genannte binaurale Tonaufnahmen werden Kunstköpfe verwendet. Von einem binauralen Schalldruckpegel spricht man, wenn aus den beiden Schalldruckpegeln des linken und des rechten Ohrs ein Gesamtpegel gebildet wird. Für diese Größe hat sich in der Psychoakustik die Bezeichnung BSPL (binaural sound pressure level) etabliert. Die Bildung des BSPL wird gemäß dem sogenannten 6-dB-Lautheits-Gesetz nach folgender Formel durchgeführt:
{\displaystyle \mathrm {BSPL} =6\cdot \log _{2}\left(2^{\frac {L_{\mathrm {l} }}{6}}+2^{\frac {L_{\mathrm {r} }}{6}}\right)\,\mathrm {dB} }
In dieser, nur im Diffusfeld geltenden Formel stehen die Größen Ll und Lr für die Schalldruckpegel, die am linken bzw. am rechten Kunstkopfohr gemessen werden.

## Wahrnehmung durch den Menschen

Wahrnehmung: Kurven gleicher Lautstärke nach geltender ISO 226 (2003) (rot) und 40-phon-Kurve der ursprünglichen Norm (blau)

Der Schalldruckpegel ist eine technische und keine psychoakustische Größe. Ein Rückschluss von Schalldruckpegel auf die wahrgenommene Empfindung Lautheit ist nur sehr eingeschränkt möglich. Ganz allgemein lässt sich sagen, dass eine Erhöhung bzw. Senkung des Schalldruckpegels tendenziell auch ein lauter bzw. leiser wahrgenommenes Schallereignis hervorruft. Oberhalb eines Lautstärkepegels von 40 phon (bei einem 1-kHz-Sinuston entspricht dies einem Schalldruckpegel von 40 dB) folgt die Lautheitsempfindung dem Stevensschen Potenzgesetz und ein Unterschied von 10 phon wird als Verdopplung der Lautheit wahrgenommen. Unterhalb von 40 phon führt schon eine geringere Änderung des Lautstärkepegels zum Gefühl der Verdopplung der Lautheit.
Die Erkennbarkeit von Schalldruckpegeländerungen ist vom Ausgangspegel abhängig. „Das Gehör wird mit wachsendem Schalldruck immer empfindlicher gegen Amplitudenänderungen von Sinustönen. Bei einem niedrigen Pegel von 20 dB liegt der eben wahrnehmbare Modulationsgrad bei einem Wert von etwa 10 %. Bei einem Pegel von 100 dB erreicht er etwa den Wert von 1 %.“
Hohe Schalldruckpegel verursachen Unbehaglichkeit und Schmerzempfindungen. Die Unbehaglichkeitsschwelle hängt stark von Art und Herkunft des Geräusches bzw. Lärms ab; die Schmerzschwelle liegt je nach Frequenzzusammensetzung des Geräusches zwischen 120 dB und 140 dB. Ist das Gehör Schalldrücken im Bereich der Schmerzschwelle ausgesetzt, sind bleibende Hörschäden selbst bei nur kurzer Einwirkzeit zu erwarten.

## Bewertete Messung
Die Abhängigkeit von wahrgenommener Lautstärke und Schalldruckpegel ist stark frequenzabhängig. Diese Frequenzabhängigkeit ist selbst wiederum schalldruckpegelabhängig, was bedeutet, dass für unterschiedliche Pegel unterschiedliche Frequenzabhängigkeiten bestehen. Sollen Aussagen über die Wahrnehmung eines Schallereignisses gemacht werden, muss daher das Frequenzspektrum des Schalldrucks betrachtet werden – es findet eine Frequenzbewertung statt, die mit Buchstaben A bis G bezeichnete Filter einsetzt, die dieses pegel- und frequenzabhängige Empfinden berücksichtigen.
Darüber hinaus hat der zeitliche Verlauf einen Einfluss auf die Wahrnehmung. Dem wird mit der Bewertung der Spitzenwerte Rechnung getragen.
Um die wahrgenommene Lautstärke quantifizieren zu können, existieren die Größen bewerteter Schalldruckpegel, Lautstärkepegel und Lautheit. Lautstärkepegel (Maßeinheit Phon) und Lautheit (Maßeinheit sone) sind psychoakustische Größen, beschreiben also die Wahrnehmung von Schall durch den Menschen, nicht aber dessen physikalische Eigenschaften. Die Definition solcher Größen ist nur durch psychoakustische Experimente (Hörversuche) möglich. Der bewertete Schalldruckpegel ist wiederum eine vereinfachte Darstellung, die aus diesen Erkenntnissen abgeleitet wurde: Der bewertete Schalldruckpegel wird ermittelt, indem ein gemessenes Spektrum im Frequenzbereich in schmalbandige Teile zerlegt wird und diese entsprechend der Frequenzabhängigkeit der Wahrnehmung gewichtet („bewertet“) werden. Durch energetische Aufsummierung dieser gewichteten Teilpegel ergibt sich dann der bewertete Gesamtpegel. Um diesen als solchen zu kennzeichnen, wird das jeweils verwendete Frequenzfilter hinter der dB-Angabe in Klammern ergänzt, z. B. „35 dB(A)“ bei Anwendung des A-Filters.
Die Frequenzfilter gehen dabei grob vereinfachend von gleicher und konstanter Lautheit jeder im Schall enthaltenen Frequenzgruppe aus. Die Frequenzgruppen werden wiederum durch Terzbänder approximiert und für diese Terzbänder werden die für sinusoidale Einzeltöne ermittelten Isophone (Kurven gleicher Lautstärke) verwendet. Zudem wurden bei der Definition der Gewichtungskurven Isophone genutzt, die sich später als im tieffrequenten Bereich wenig korrekt herausgestellt haben. Dies führte im Jahre 2003 sogar zu einer Neuausgabe der ISO 226 mit deutlich veränderten Kurven; die standardisierten Gewichtungskurven, insbesondere die für die zumeist genutzte A-Bewertung wurden jedoch beibehalten. Der bewertete Schalldruckpegel leistet also eine psychoakustisch deutlich fehlerbehaftete, aber dennoch brauchbare und standardisierte Berücksichtigung der Frequenzabhängigkeit der menschlichen Lautstärkewahrnehmung und ist für akustische Grenzwerte in nahezu jeder gesetzlichen Bestimmung und jedem Standard maßgeblich. Welches Frequenzfilter (A, B, C oder D) sinnvollerweise verwendet wird, hängt vom Pegel des Gesamtgeräuschs ab, da bei jedem dieser Filter eine andere Isophone als Grundlage dient. Unabhängig vom vorliegenden Gesamtpegel hat sich allerdings überwiegend der A-Pegel durchgesetzt; bezüglich dieser Frage bestehen jedoch auch nationale Unterschiede.
Digitale Schallpegelmessgeräte können in der Regel auch die psychoakustischen Größen Lautheit und Lautstärkepegel anzeigen. Diese beiden Werte werden dafür ständig aus dem gemessenen Spektrum errechnet.

## Dauerschallpegel
Als äquivalenter Dauerschallpegel {\displaystyle L_{\text{eq}}} wird der über die Messzeit gemittelte Schalldruckpegel bezeichnet. Der äquivalente Dauerschallpegel wird in der Regel zur Ermittlung des bewerteten Schalldruckpegels genutzt.
Es wird zwischen folgenden Mittelungen unterschieden:
- Energieäquivalente Mittelung nach DIN 45 641 ({\displaystyle L_{\text{eq}}})
- Mittelung nach DIN 45 643 entsprechend dem Fluglärmgesetz ({\displaystyle L_{\text{eq4}}}). In diese Mittelung fließen Häufigkeit, Dauer und die Stärke der einzelnen Fluglärmschallereignisse ein.

## Schalldruckpegel und Schalldruck diverser Schallquellen
| Situation bzw. Schallquelle               | Entfernung von Schallquelle bzw. Messort | Schalldruck (Effektivwert) {\displaystyle {\tilde {p}}} | unbewerteter Schalldruckpegel Lp |
| ----------------------------------------- | ---------------------------------------- | ------------------------------------------------------- | -------------------------------- |
| Lautest mögliches Geräusch                | Umgebungsluftdruck                       | 101 325 Pa                                              | 194 dB                           |
| Düsenflugzeug                             | 30 m                                     | 630 Pa                                                  | 150 dB                           |
| Gewehrschuss                              | 1 m                                      | 200 Pa                                                  | 140 dB                           |
| Schmerzschwelle                           | am Ohr                                   | 100 Pa                                                  | 134 dB                           |
| Gehörschäden bei kurzzeitiger Einwirkung  | am Ohr                                   | ab 20 Pa                                                | 120 dB                           |
| Kampfflugzeug                             | 100 m                                    | 6,3–200 Pa                                              | 110–140 dB                       |
| Drucklufthammer / Diskothek               | 1 m                                      | 2 Pa                                                    | 100 dB                           |
| Gehörschäden bei langzeitiger Einwirkung  | am Ohr                                   | ab 360 mPa                                              | 85 dB                            |
| Hauptverkehrsstraße                       | 10 m                                     | 200–630 mPa                                             | 80–90 dB                         |
| Pkw                                       | 10 m                                     | 20–200 mPa                                              | 60–80 dB                         |
| Fernseher auf Zimmerlautstärke            | 1 m                                      | 20 mPa                                                  | 60 dB                            |
| Sprechender Mensch (normale Unterhaltung) | 1 m                                      | 2– 20 mPa                                               | 40–60 dB                         |
| Sehr ruhiges Zimmer                       | am Ohr                                   | 200–630 μPa                                             | 20–30 dB                         |
| Blätterrauschen, ruhiges Atmen            | am Ohr                                   | 63,2 μPa                                                | 10 dB                            |
| Hörschwelle bei 2 kHz                     | am Ohr                                   | 20 μPa                                                  | 0 dB                             |

Bei höheren Schalldruckpegeln kommt es zu Verzerrungen, da die Temperatur des Mediums durch adiabatische Kompression druckabhängig wird. Druckmaxima breiten sich dann schneller als die Druckminima aus, weshalb sinusoide Modulationen bei höheren Schalldruckpegeln zunehmend sägezahnförmig verzerren. Bei besonders hohen Schalldrücken spricht man von Stoßwellen.

## Abhängigkeit von der Messentfernung
Bei Emissionsmessungen wird untersucht, welchen Schall eine bestimmte Schallquelle verursacht (z. B. Messung des Geräusches, das ein Flugzeug eines bestimmten Typs abstrahlt). Da der Schalldruckpegel immer von der Entfernung zur verursachenden Schallquelle abhängt, ist bei Emissionsmessungen neben der Angabe des gemessenen Pegels unbedingt auch die der Entfernung r erforderlich, in der die Messung durchgeführt wurde.
Bei Immissionsmessungen wird dagegen der Schalldruckpegel an dem Ort gemessen, an dem er auf den Menschen einwirkt. Ein Beispiel ist die Messung des Schalldruckpegels in einem Haus, das sich in der Einflugschneise eines Flughafens befindet. Bei Immissionsmessungen sind die Anzahl der vorhandenen Schallquellen sowie deren Abstand vom Messpunkt unerheblich.
Als Alternative wird bei Emissionsmessungen an der Störquelle oft der Schallleistungspegel angegeben, der entfernungs- und raumunabhängig ist, da er die gesamte, in alle Richtungen abgestrahlte Schallleistung der betreffenden Quelle ausdrückt. Der Schalldruckpegel, der in einer bestimmten Entfernung von der schallemittierenden Störquelle erzeugt wird, kann aus dem Schallleistungspegel direkt berechnet werden. In dieser Rechnung müssen allerdings die örtlichen Gegebenheiten der Szene, für die die Berechnung gelten soll, berücksichtigt werden.
Bei punktförmigen Schallquellen (sowie im Allgemeinen bei in alle Raumrichtungen gleichmäßig abstrahlenden Quellen) nimmt der Schalldruckpegel um etwa 6 dB pro Abstandsverdopplung ab, also auf den Wert des halben Schalldrucks. Dieses ergibt sich aus der Tatsache, dass sich der Schalldruck umgekehrt proportional zum Abstand r von der Schallquelle nach dem sogenannten Abstandsgesetz (1/r-Gesetz) verhält. Rechnerisch lässt sich dieser Zusammenhang leicht aus der Berechnungsformel des Schalldrucks nachvollziehen:
{\displaystyle {\begin{aligned}\Delta L&=L_{2}-L_{1}={\left(10\,\cdot \,\log _{10}{\left({\frac {p_{2}}{p_{0}}}\right)}^{2}\,-\,10\,\cdot \,\log _{10}{\left({\frac {p_{1}}{p_{0}}}\right)}^{2}\right)}\,\mathrm {dB} \\&=10\,\cdot \,\log _{10}{\left({\frac {p_{2}}{p_{0}}}{\frac {p_{0}}{p_{1}}}\right)}^{2}\,\mathrm {dB} \\&=10\,\cdot \,\log _{10}{\left({\frac {p_{2}}{p_{1}}}\right)}^{2}\,\mathrm {dB} \\\end{aligned}}}
Wenn also gemäß 1/r-Gesetz gilt: p2/p1 = r1/r2, so gilt für eine Verdopplung des Abstands (d. h. r2 = 2· r1):
{\displaystyle \Delta L=10\,\cdot \,\log _{10}{\left({\frac {1}{2}}\right)}^{2}\,\mathrm {dB} =20\,\cdot \,\log _{10}{\left({\frac {1}{2}}\right)}\,\mathrm {dB} =-20\,\cdot \,\log _{10}{\left(2\right)}\,\mathrm {dB} =-6{,}021\,\mathrm {dB} \approx -6\,\mathrm {dB} }
Gelegentlich wird behauptet, dass der Schalldruck mit 1/r2 abnehme. Dieses gilt jedoch nur für quadratische Größen, wie Schallintensität oder Schallenergie. Auch hier ergibt sich bei Abstandsverdopplung aber eine Pegeldifferenz von 6 dB, da diese energetischen Größen, im Gegensatz zum Schalldruck, in der Berechnungsformel ihres Pegels nicht nochmals quadriert werden.

## Addition der Schalldruckpegel mehrerer Schallquellen
Pegelwerte in Dezibel können grundsätzlich nicht addiert werden.

### Inkohärente Schallquellen
Bei der Addition inkohärenter Schallquellen ergibt sich der korrekte Summenpegel durch energetische Addition der beteiligten Schallquellen. Liegen von den zu addierenden Einzelschallquellen lediglich die Schalldruckpegel vor, so müssen daraus zunächst die quadrierten Schalldrücke (die zur Energie proportional sind) berechnet werden. Diesen Prozess nennt man „Entlogarithmieren“ (in Analogie zum „Logarithmieren“ bei der Berechnung eines Pegels).
Für den Summenschalldruckpegel von n inkohärent abstrahlenden Quellen gilt folglich:
{\displaystyle L_{\Sigma }=10\,\cdot \,\log _{10}\left({\frac {p_{1}^{2}+p_{2}^{2}+\cdots +p_{n}^{2}}{p_{0}^{2}}}\right)=10\,\cdot \,\log _{10}\left(\left({\frac {p_{1}}{p_{0}}}\right)^{2}+\left({\frac {p_{2}}{p_{0}}}\right)^{2}+\cdots +\left({\frac {p_{n}}{p_{0}}}\right)^{2}\right)}
Aus der Berechnungsformel des Schalldruckpegels ergibt sich unmittelbar, dass gilt:
{\displaystyle \left({\frac {p_{i}}{p_{0}}}\right)^{2}=10^{\frac {L_{i}}{10}},\qquad i=1,2,\cdots ,n}
oder
{\displaystyle {\frac {p_{i}}{p_{0}}}=10^{\frac {L_{i}}{20}},\qquad i=1,2,\cdots ,n}
Dieses in die Gleichung zur Berechnung des Summenschallpegels eingesetzt, ergibt die gesuchte Additionsformel:
{\displaystyle L_{\Sigma }=10\,\cdot \,\log _{10}\left(10^{\frac {L_{1}}{10}}+10^{\frac {L_{2}}{10}}+\cdots +10^{\frac {L_{n}}{10}}\right)\,\mathrm {dB} }
Sonderfall gleich starker inkohärenter Schallquellen
An einem bestimmten Ort erzeugen zwei gleich starke Schallquellen jeweils den gleichen Schalldruck, d. h. auch den gleichen Schalldruckpegel. Bei der Addition solcher, inkohärenter, Quellen vereinfacht sich die obige Gleichung zur Berechnung des Summenschalldruckpegels wie folgt:
{\displaystyle {\begin{aligned}L_{\Sigma }&=10\,\cdot \,\log _{10}\left(10^{\frac {L_{1}}{10}}+10^{\frac {L_{2}}{10}}+\cdots +10^{\frac {L_{n}}{10}}\right)\,\mathrm {dB} ,\qquad L_{1}=L_{2}=\cdots =L_{n}\\&=10\,\cdot \,\log _{10}\left(n\cdot 10^{\frac {L_{n}}{10}}\right)\,\mathrm {dB} \\&=10\,\cdot \left(\log _{10}(n)+\log _{10}\left(10^{\frac {L_{n}}{10}}\right)\right)\,\mathrm {dB} \\&=10\,\cdot \,\log _{10}(n)\,\mathrm {dB} +L_{n}\end{aligned}}}
Für n = 2 gleich starke, inkohärente Schallquellen ergibt sich also z. B. ein Pegelzuwachs von 10 · log10(2) dB = 3,01 dB gegenüber dem Fall, dass nur eine Quelle vorhanden ist. Für n = 10 ergibt sich ein Pegelzuwachs von 10 dB.

### Kohärente Schallquellen
Bei kohärenter Schallquellen ist die zuvor beschriebene energetische Addition nicht korrekt, weil zwischen den Schallsignalen der verschiedenen Quellen Interferenz auftritt. Die Berechnung des Schalldruckpegels an einem bestimmten Ort ist aber unter Beachtung des Superpositionsprinzips möglich:
Je nachdem, wie die Phasenunterschiede der verschiedenen Schalle an dem betrachteten Punkt sind, tritt eine Verstärkung oder aber eine Abschwächung des Summenschalls auf. Maximale Verstärkung z. B. tritt dann auf, wenn der zurückgelegte Wegunterschied der verschiedenen Schalle gerade ein ganzes Vielfaches der Wellenlänge beträgt. Im Falle gleich starker, kohärenter Schallquellen erhöht sich der Pegel an diesen Punkten maximaler Verstärkung durch eine Verdoppelung der Quellenzahl um 6 dB.
An Punkten, deren Entfernung zu beiden Quellen sich um eine halbe Wellenlänge oder ein ungeradzahliges Vielfaches davon unterscheidet, löscht sich der Schall zum Teil aus. Im Sonderfall der gleich starken Quellen ist die Auslöschung vollständig, d. h. der Pegel geht gegen {\displaystyle -\infty \,\mathrm {dB} }. An allen anderen Punkten im Raum nimmt der Pegel Werte an, die zwischen dem Maximum und dem Minimum liegen.
Für punktförmige Schallquellen im Freifeld ist eine analytische Berechnung des Pegels in Abhängigkeit vom Messort einfach durchzuführen. In geschlossenen Räumen stellt sich dagegen durch die Reflexionen ein komplexes Schallfeld ein, das nur numerisch und unter Annahme von Vereinfachungen berechnet werden kann.

## Aktive Störgeräuschminderung
Ein Verfahren zur aktiven Geräuschminderung ist die Erzeugung von sogenanntem Antischall. Dabei wird der Interferenzeffekt, der zwischen kohärenten Schallsignalen auftritt, gewinnbringend ausgenutzt: Ein Schallsignal mit dem gleichen Zeitverlauf sowie dem gleichen Betragsspektrum wie der Störschall, jedoch mit einem gegenüber dem Störschall um 180° verschobenen Phasenspektrum, löscht diesen gerade aus. Um den Störschall an jedem Raumpunkt auszulöschen, müsste man das gegenphasige Signal auf einen am Ort der Störquelle befindlichen Lautsprecher geben. Es würde dann überhaupt kein Schall abgestrahlt. Da sich in der Praxis niemals verschiedene Schallquellen an dem exakt gleichen Ort befinden können, wird der Störschall höchstens (wenn beide Schallquellen gleich stark sind) in der Spiegelebene zwischen den beiden Lautsprechern ausgelöscht. Entfernt sich der Hörer von dieser Achse im Raum, funktioniert die Auslöschung (destruktive Interferenz) schlechter oder gar nicht, weil sich die Laufzeitdifferenzen zwischen Stör- und Antischall und dadurch die Phasenverschiebungen ändern. Ein anderer Ansatz der aktiven Geräuschminderung ist, einen Kopfhörer mit dem verstärkten, gegenphasigen Signal eines daran angeordneten Mikrofons zu speisen. Diese Technik wird meist als Active Noise Cancellation oder abgekürzt ANC bezeichnet.
In beiden Fällen besteht in der Praxis das Problem, dass sich hohe Frequenzen nur unvollständig oder gar nicht auslöschen lassen: Aufgrund ihrer kurzen Wellenlänge führen bereits minimale Abweichungen der Laufzeitdifferenzen zu signifikanten Phasenverschiebungen. Diese werden durch Ungenauigkeiten in den geometrischen Positionen (Schallquelle, Antischallquelle, Hörer), durch Verarbeitungszeiten des verwendeten Signalprozessors oder auch durch Temperaturschwankungen der Luft hervorgerufen.